# Metal Resistance
Metal Resistance (a veces estilizado como METAL RESISTANCE) —en español: La resistencia del metal— es el segundo álbum de estudio de la banda japonesa Babymetal. Fue lanzado por primera vez el 29 de marzo de 2016, en Japón a través de la DMO Fox Records, y el 1 de abril, en todo el mundo a través de earMUSIC y Sony Music Entertainment, Metal Resistance fue relanzado bajo BABYMETAL Records, Cooking Vinyl y 5B Records el 30 de abril de 2021
Metal Resistance recibió críticas generalmente positivas. El álbum debutó en el número 39 en el Billboard 200, el rango más alto para un artista japonés desde Kyu Sakamoto en 1963, con la primera semana de ventas de 12.914 unidades. El álbum alcanzó el número quince en la lista de álbumes del Reino Unido , la posición más alta alcanzada por una banda japonesa.
Metal Resistance fue el último álbum para el vocalista de la banda Yui Mizuno (YUIMETAL) quien dejó el grupo el 19 de octubre de 2018, debido sus problemas de salud.

## Antecedentes
Metal Resistance se anunció en diciembre de 2015, la noticia de una nueva gira mundial, con el título del disco confirmada en enero de 2016. El 19 de febrero, la banda lanzó la obra y la lista de canciones para las tres versiones del álbum , junto con una fecha de publicación en febrero 25 para primer sencillo, "Karate".

## Composición
Yuimetal describe las letras del disco como "muy positiva y tiene un montón de elementos de motivación para ellos espero que este disco va a elevar a nuestros oyentes, e inspirar a ellos". Moametal expresó el objetivo de Metal Resistance: "Esperamos ser capaces para unir al mundo a través de la música en este disco -.. para que sea el puente entre nosotros y los oyentes esto es algo que hemos puesto mucho énfasis en este álbum "al discutir los temas de metal en la banda de ... la música, productor ejecutivo Kobametal explicó: "es diferente a partir de metal en Alemania a diferencia de los metales en Escandinavia, América del Sur, y en todo el mundo es todo metal, pero cada uno está haciendo algo diferente Esta es una nueva forma de metal japonesa - pero lo que la gente percibe como personalmente es otra cosa totalmente distinta."

## Recepción

### Recepción de la crítica
Metal Resistance recibió críticas generalmente positivas de los críticos de música. En Metacritic , que asigna una calificación normalizada de 100 a comentarios de las publicaciones de corriente principal, el álbum recibió una media de puntuación de 74, lo que indica "críticas generalmente favorables", basado en ocho exámenes. 
Phil Mongredien de El Observador llama el álbum "romper las reglas", con elogios para "GJ!" y "Sis. Anger", pero la crítica hacia la "fórmulas" "No Rain, No Rainbow" y las letras en inglés de "The One". Alternative Press escribió que si bien del álbum "texturas y tropos musicales pueden crecer repetitive- el entusiasmo y la sinceridad agresiva de -Babymetal son imposibles de resistir". Tim Sendra de Allmusic reclamado se hizo la grabación, en comparación con su álbum de debut," a favor de un enfoque más serio más pesado ", y aunque alabó la actuación de las tres niñas, afirmó que "sus colaboradores defraudarlos." Jordan Bassett de NME alabó el J-pop dibujado "Amore", pero llamó "Meta Taro" repetitivo y llegó a la conclusión de que "la adhesión de la banda a la mencionada fórmula puede ser muy aburrido".

### El rendimiento comercial
Metal Resistance debutó en el número dos en la lista Oricon Daily el 29 de marzo, el año 2016 , llegando a la parte superior de la tabla de la fecha de lanzamiento mundial del álbum. Este álbum debutó en el número dos en la lista Oricon semanal con 132.881 física copias, detrás de la ACC legado por Sandaime J Soul Brothers.

## Promoción

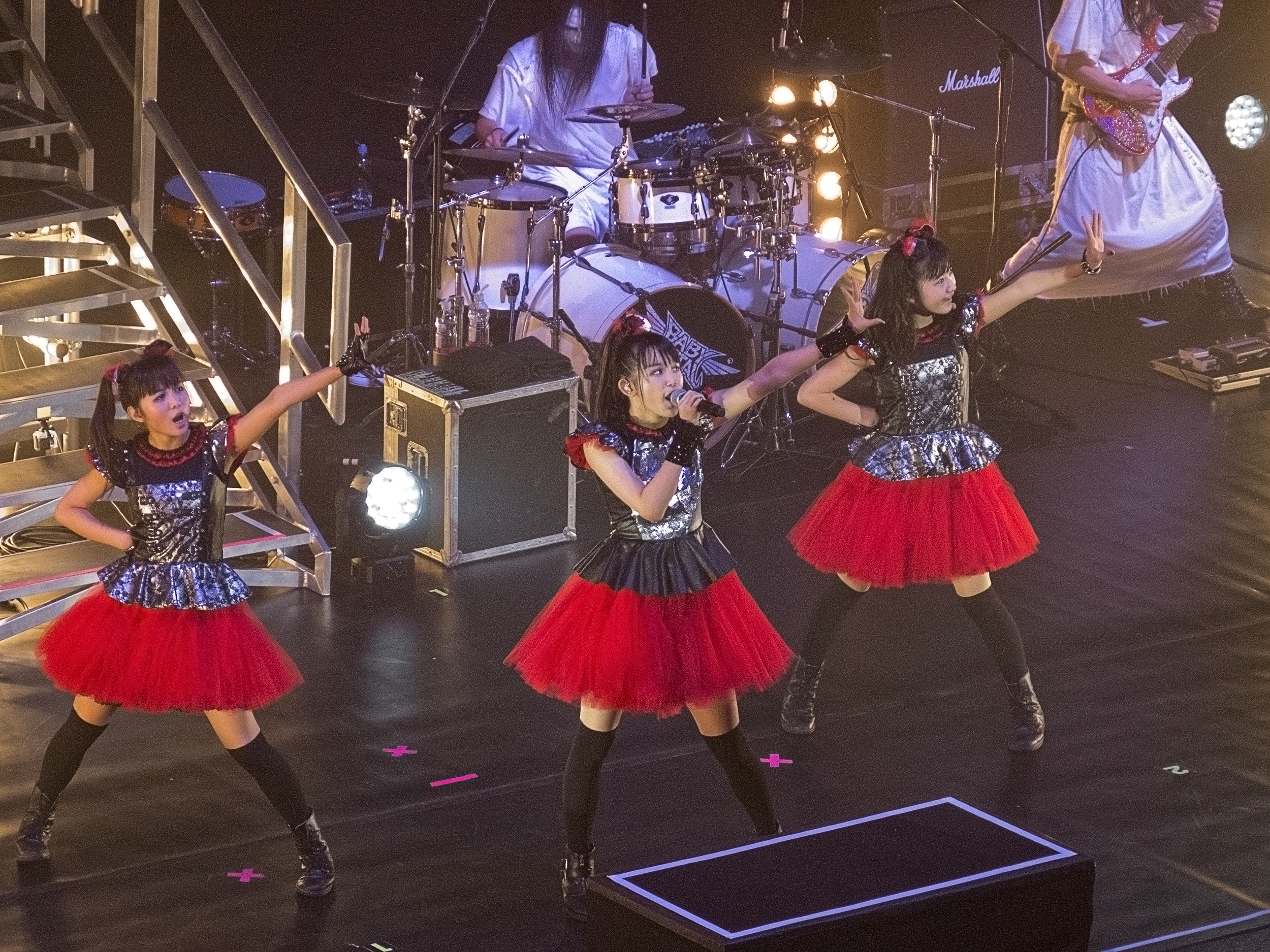
"Road of Resistance" se llevó a cabo por primera vez durante la gira de Babymetal World Tour 2014.

El 13 de diciembre, el año 2015, un vídeo de YouTube se publicó, el canal oficial de la banda para el álbum previamente sin título, anunciado con su versión de abril 1 denominado «Día de Fox». Al mismo tiempo, una gira mundial 2016 también se anunció, con su fecha final de ejecución previsto en el Tokyo Dome. El 25 de febrero, el año 2016, un reclamo para el álbum fue lanzado en el canal, con la canción «Karate», que había sido lanzado como sencillo el mismo día digital. El álbum fue lanzado a las tiendas de música en Japón el 29 de marzo de 2016, tres días antes de la fecha de lanzamiento en todo el mundo.
Para promocionar el lanzamiento de Metal Resistance, la banda se presentó en vivo en el Wembley Arena el 2 de abril de 2016, el día después de su lanzamiento mundial del álbum, como la primera fecha en la gira mundial. El 5 de abril de 2016, la banda toco «Gimme Chocolate!!», de su álbum debut Babymetal en la última demostración con Stephen Colbert, marcando su primera aparición en la televisión en los Estados Unidos.

## Gira
La gira del álbum comenzó en abril de 2016 en el Wembley Arena en Londres, con fechas en distintos festivales y lugares alrededor del mundo durante el resto del año.

Notas
- Herman Li y Sam Totman (guitarristas de la banda DragonForce) aparecen en "Road of Resistance" y son artistas destacados en el lanzamiento digital del Reino Unido.
- "Karate", "¡Yava!", "No Rain, No Rainbow" (solo en la edición japonesa) y "The One" están escritos en mayúsculas.
- "Tales of The Destinies" se acorta en la edición limitada de "The One" para pasar a "The One"

## Lista de canciones
| N.º | Título                                      | Duración |  |
| 1.  | «Road of Resistance»                        | 5:18     |  |
| 2.  | «Karate»                                    | 4:23     |  |
| 3.  | «Awadama Fever» (あわだまフィーバー)        | 4:13     |  |
| 4.  | «Yava!» (ヤバッ!)                           | 3:48     |  |
| 5.  | «Amore» (Amore -蒼星-)                      | 4:39     |  |
| 6.  | «Meta Taro» (META! メタ太郎)                | 4:06     |  |
| 7.  | «Syncopation» (シンコペーション)            | 4:07     |  |
| 8.  | «GJ!»                                       | 2:56     |  |
| 9.  | «Sis. Anger»                                | 3:45     |  |
| 10. | «No Rain, No Rainbow» (NO RAIN, NO RAINBOW) | 4:50     |  |
| 11. | «Tales of the Destinies»                    | 5:35     |  |
| 12. | «The One»                                   | 6:29     |  |

| "Out of Japan" Edition |                            |          |  |
| N.º                    | Título                     | Duración |  |
| 7.                     | «From Dusk Till Dawn»      | 3:47     |  |
| 12.                    | «The One» (Versión inglés) | 4:23     |  |

| "The One" Edition |                                |          |  |
| N.º               | Título                         | Duración |  |
| 7.                | «Syncopation»                  | 4:07     |  |
| 12.               | «The One» (Versión Unfinished) | 3:39     |  |

## Posicionamiento en lista
| Lista (2016)                         | Posiciones |
| ------------------------------------ | ---------- |
| Australia (ARIA)                     | 7          |
| Austria (Ö3 Austria)                 | 22         |
| Bélgica (Ultratop flamenca)          | 63         |
| Bélgica (Ultratop valona)            | 113        |
| Canadá (Billboard Canadian Albums)   | 74         |
| Países Bajos (Album Top 100)         | 71         |
| Finlandia (Suomen Virallinen Lista)  | 45         |
| Francia (SNEP)                       | 108        |
| Japanese Albums (Oricon)             | 2          |
| Japanese Albums (Billboard)          | 2          |
| Nueva Zelanda (Recorded Music NZ)    | 31         |
| Suiza (Schweizer Hitparade)          | 55         |
| Reino Unido (UK Albums Chart)        | 15         |
| Reino Unido (UK Independent Albums)  | 5          |
| Reino Unido (UK Rock & Metal Albums) | 2          |
| US Billboard 200                     | 39         |
| US Hard Rock Albums (Billboard)      | 2          |
| US Independent Albums (Billboard)    | 4          |
| US Top Rock Albums (Billboard)       | 6          |
| US World Albums (Billboard)          | 1          |